# Alfara del Patriarca
Alfara del Patriarca település Spanyolországban, Valencia tartományban. Alfara del Patriarca Foios, Moncada, Vinalesa és Valencia községekkel határos. Lakosainak száma 3623 fő (2024).

## Népesség
A település lakosságának változását az alábbi diagram mutatja:
| Lakosok száma | 2660 | 2779 | 2858 | 3032 | 3182 | 3219 | 3348 | 3310 | 3315 | 3623 |
|               | 2001 | 2004 | 2007 | 2009 | 2012 | 2014 | 2017 | 2019 | 2022 | 2024 |